# デイヴィッド・リンジー (初代クロフォード伯爵)
初代クロフォード伯爵デイヴィッド・リンジー（David Lindsay, 1st Earl of Crawford、1360年ごろ – 1407年2月）は、スコットランド貴族。1390年の馬上槍試合でイングランドの第5代ウェルズ男爵ジョン・ウェルズに勝利して名声を得て、スコットランド政界でもロスシー公デイヴィッド、オールバニ公ロバートに協力してバカン伯アレグザンダーの影響力を牽制した。

## 生涯
サー・アレグザンダー・リンジー・オブ・グレネスクと1人目の妻キャサリン（サー・ジョン・スターリングの娘）の息子として、1360年ごろに生まれた。1382年ごろに父が死去し、リンジーはグレネスクのバロン領を相続した。
1380年代初に騎士爵に叙された。元在スコットランドイングランド大使の第5代ウェルズ男爵ジョン・ウェルズが全スコットランド騎士に挑戦状を突きつけると、リンジーはスコットランド騎士の代表として挑戦を受け、1390年のゲオルギオスの日（4月23日）にロンドン橋で2人の馬上槍試合が行われた。試合にあたり、イングランド王リチャード2世はリンジーにセーフ・コンダクトを与え、リチャード2世自身も試合を観戦した。試合ではリンジーがウェルズを落馬させたうえ、短剣をウェルズに突きつけて勝利した。最後はウェルズを殺害することもできたが、それをせずにウェルズの身を起こし、2人で王妃アンに礼をした。戦後、リチャード2世はリンジーに銀の杯を与え、リンジーはダンディーに寄贈をした。また、リチャード2世の要請を受けてイングランドに3か月間滞在し、貴族の歓待を受けた。
1395年4月5日と1396年3月6日の間に従兄（伯父の息子）にあたる第9代クロフォード領主ジェームズ・リンジーが男子をもうけずに死去すると、その遺産であるクロフォードのバロン領を相続した。また1397年6月と1398年5月の間に弟アレグザンダーが死去し、その遺産を相続した。
スコットランド政界ではロスシー公デイヴィッド、オールバニ公ロバートに協力してバカン伯アレグザンダーの影響力を牽制した。国王ロバート3世は王権強化の一環として、1398年4月21日にパースで開かれたスコットランド議会において、リンジーをスコットランド貴族であるクロフォード伯爵に叙した。1397年から1400年までイングランドとの講和にかかわり、1400年にはアースキン家が主張した、マー女伯イザベル・ダグラスの死後にアースキン家がマー伯爵を相続する権利を支持した。
1403年10月までに（『オックスフォード英国人名事典』ではおそらく1401年就任とした）スコットランド海軍卿を務め、1401年12月にフランス王国との同盟を求めてパリに渡った。このときフランスはイングランドと百年戦争を戦っており、クロフォード伯爵は1402年1月3日に主戦派の指導者オルレアン公ルイの部下になって、同年3月22日にはアルフルールで主にフランス船で構成される艦隊の指揮官になった。この艦隊はその後の4か月間、イングランド商船を25隻以上拿捕した。1404年と1406年にスコットランド使節としてイングランド王国に派遣された。
1407年2月にフィンヘイヴン城で死去、ダンディーのグレイフライアーズ教会に埋葬された。長男アレグザンダーが爵位を継承した。

## 家族
1375年2月22日にローマ教皇の許可を得て、エリザベス・ステュアート（スコットランド王ロバート2世と王妃ユーフェミアの娘）と結婚、3男をもうけた。ユーフェミアの持参金としてストラスネアーン城がリンジーに与えられたとされる。ストラスネアーンからの収入は1382年にエリザベスの兄バカン伯アレグザンダーに与えられ、リンジーにはその代償としてダンディーの関税収入が与えられた。
- アレグザンダー（1387年ごろ – 1438年） - 第2代クロフォード伯爵[3]
- デイヴィッド - ニュードスク（Newdosk）のバロン（英語版）、聖職者[4]
- ジェラード（1421年以前没[4]）